# Новичок (мультфильм)
Новичок — советский кукольный мультипликационный фильм Романа Качанова, выпущенный киностудией «Союзмультфильм» в 1961 году.

## Сюжет
На сельском полустанке выгружают контейнер, в котором оказывается небольшой красный трактор. У него открываются глаза-фары. Он делает первые неловкие движения. Едет по дороге, уходящей в бескрайние поля. По дороге он встречает утят, бычка, щенка. С их точки зрения он ничего не умеет, потому что не умеет плавать, бодаться и стеречь дом. Он сам не знает, «что он умеет», но находит своё предназначение в своей непосредственной работе — работе трактора.

## Съемочная группа
| автор сценария          | Георгий Балл                                        |
| режиссёр                | Роман Качанов                                       |
| художники-постановщики: | Вадим Курчевский, Николай Серебряков                |
| оператор                | Теодор Бунимович                                    |
| композитор              | Андрей Бабаев                                       |
| звукооператор           | Георгий Мартынюк                                    |
| ассистент режиссёра     | Вера Гокке                                          |
| редактор                | Наталья Абрамова                                    |
| кукловоды:              | Борис Меерович, Вячеслав Шилобреев                  |
| куклы изготовили:       | Павел Гусев, В. Куранов, Олег Масаинов, Семён Этлис |
| под руководством        | Романа Гурова                                       |
| директор картины        | Натан Битман                                        |